# Charles Blondel
Charles Blondel, född 10 oktober 1876 och död 19 februari 1939, var en fransk psykolog filosof och läkare, mest känd för sina teorier om psykisk sjukdom.
Blondel var professor vid universitetet i Strasbourg. Under inverkan från bland andra Henri Bergson och Émile Durkheim framlade Blondel i arbetet La conscience morbide (1914) åsikten, att psykiska sjukdomar endast är en högre grad av "förströddhet", en övergående eller mera varaktig avböjning av det individuella medvetandet från det kollektiva hos gruppen eller mänskligheten.